# XS All Areas - The Greatest Hits
XS All Areas - The Greatest Hits è una raccolta di successi pubblicata dalla rock band inglese Status Quo nel 2004.

## Il disco
Il disco si inserisce nell'ambito di una gigantesca operazione di marketing attorno all'immagine della band e viene accompagnato dalla pubblicazione di due nuovi singoli, un DVD (che va al n. 2 delle classifiche video) ed un vero e proprio libro biografia scritto dai due membri storici Francis Rossi e Rick Parfitt che si invola al primo posto nelle graduatorie dei libri più venduti nel Regno Unito.
XS All Areas viene pubblicato come doppio album e si posiziona al n. 16 delle classifiche inglesi.
Ad oggi rimane una delle antologie più complete della band e tutto il materiale è in versione remasterizzata.
Singoli: You'll Come 'Round (n. 14 UK); Thinking of You (n. 21 UK).

## Tracce disco 1
1. Caroline - 3:43 - (Rossi/Young)
2. Down Down - 3:50 - (Rossi/Young)
3. Paper Plane - 2:55 - (Rossi/Young)
4. Big Fat Mama - 5:55 - (Rossi/Parfitt)
5. Roll Over Lay Down - 5:41 - (Parfitt/Rossi/Lancaster/Young/Coghlan)
6. Softer Ride - 4:02 - (Lancaster/Parfitt)
7. Don't Waste My Time - 4:20 - (Rossi/Young)
8. Little Lady - 3:01 - (Parfitt)
9. Mystery Song - 3:58 - (Parfitt/Young)
10. Rain - 4:34 - (Parfitt)
11. Break the Rules - 3:39 - (Parfitt/Rossi/Lancaster/Young/Coghlan)
12. Something About You Baby I Like - 2:50 - (Supa)
13. Hold You Back - 4:30 - (Rossi/Young/Parfitt)
14. Rockin' All Over the World - 3:32 - (Fogerty)
15. Whatever You Want - 4:01 - (Parfitt/Bown)
16. Don't Drive My Car - 4:13 - (Parfitt/Bown)
17. Again and Again - 3:42 - (Parfitt/Bown/Lynton)
18. Forty Five Hundred Times - 6:02 - (Rossi/Parfitt)
19. All Stand Up - 4:08 - (Rossi/Young)

## Tracce disco 2
1. You'll Come 'Round - 3:21 - (Rossi/Young)
2. Thinking of You - 3:54 - (Rossi/Young)
3. Jam Side Down - 3:27 - (Britten/Dore)
4. Creepin Up on You - 5:01 - (Parfitt/Edwards)
5. Down the Dustpipe - 2:21 - (Groszmann)
6. Pictures of Matchstick Men - 3:10 - (Rossi)
7. Ice in the Sun - 2:01 - (Wilde/Scott)
8. In My Chair - 3:10 - (Rossi/Young)
9. Gerdundula - 3:51 - (Manston/James)
10. Wild Side of Life - 3:16 - (Warren/Carter)
11. Rock' n' Roll - 4:04 - (Rossi/Frost)
12. What You're Proposin' - 3:51 - (Rossi/Frost)
13. The Wanderer - 3:28 - (Maresca)
14. Livin on an Island - 3:47 - (Parfitt/Young)
15. Marguerita Time - 3:28 - (Rossi/Frost)
16. In the Army Now - 3:54 - (Bolland/Bolland)
17. When You Walk in the Room - 3:04 - (De Shannon)
18. Burning Bridges - 3:53 - (Rossi/Bown)
19. Fun, Fun, Fun - 3:05 - (Wilson/Love)
20. Old Time Rock and Roll - 2:57 - (Jackson/Jones)
21. Anniversary Waltz Part 1 - 5:32 - (Anthony King/Chuck Berry/Collins/Dave Bartholomew/Ernie Maresca/Hammer/Lee/Mack/Mendelsohn/Richard Wayne Penniman/Robert "Bumps" Blackwell)

## Formazione
- Francis Rossi (chitarra solista, voce)
- Rick Parfitt (chitarra ritmica, voce)
- Alan Lancaster (basso, voce)
- John 'Rhino' Edwards (basso)
- John Coghlan (percussioni)
- Pete Kircher (percussioni)
- Jeff Rich (percussioni)
- Roy Lynes (tastiere)
- Andy Bown (tastiere)

## Altri musicisti
- Andy Bown (tastiere)
- Bernie Frost (cori)
- Bob Young (armonica a bocca)
- The Beach Boys in Fun, Fun, Fun